# Sea-Land C2-C-Klasse
Die C2-C-Klasse war eine aus sechs Containerschiffen bestehende Klasse der US-amerikanischen Reederei Sea-Land Corporation. Die Einheiten entstanden als Umbauten ehemaliger Kombischiffe des Typs C2-S-E1 und waren die ersten Vollcontainerschiffe (englisch: „cellular container vessel“) der Reederei, auf dem Container nach dem heutigen Prinzip übereinander gestaut und verriegelt wurden. Sie gelten durch ihre Konstruktion als Wegbereiter der Containerschifffahrt.

## Technik
Die Schiffe der C2-C-Klasse waren Pioniere des Intermodalen Transports. Schiffbaulich stellten sie 1957 einen neuartigen Schiffstyp dar, denn während Sea-Lands erste vier Schiffe der T2-Klasse durch sogenannte „Spardecks“, oberhalb der eigentlichen Hauptdeckskonstruktion, auf den Transport von Containern vorbereitet wurde, wobei jeder Container weiterhin einzeln an Deck gelascht werden musste und insbesondere die Befrachter und Ablader von der Machbarkeit des Containertransports überzeugt worden waren, ging man bei den Schiffen der C2-C-Klasse einen anderen Weg. Die Schiffe wurden bei der Umrüstung zu Containerschiffen durch seitliche Anbauten um knapp drei Meter verbreitert und so gestaltet, dass die Container an Deck und in den Laderäumen übereinander gestaut und Cellguides verwendet werden konnten. Damit zählen sie zu den ersten Vertretern dieses noch heute angewandten Prinzips. Aufgrund der in den damaligen Häfen noch nicht vorhandenen Infrastruktur, in Form von Containerbrücken oder anderem geeigneten Umschlaggerät, wurden die Schiffe an Deck mit Portalkränen ausgerüstet.

## Die Schiffe
| C2-C-Klasse                  | C2-C-Klasse                    | C2-C-Klasse | C2-C-Klasse | C2-C-Klasse                                              | C2-C-Klasse |
| Bauname                      | Bauwerft/Baunummer             | IMO-Nummer  | Ablieferung | Auftraggeber                                             | Spätere Namen und Verbleib                                                                                         |
| ---------------------------- | ------------------------------ | ----------- | ----------- | -------------------------------------------------------- | --- |
| Iberville                    | Gulf Shipbuilding, Chickasaw/5 | keine       | 1943        | United States War Shipping Administration, San Francisco | Sumter, Iberville, 1955 Gateway City, 1957 zum Containerschiff umgebaut, ab Oktober 1978 in Hong Kong verschrottet |
| Azalea City                  | Gulf Shipbuilding, Chickasaw/8 | 5032163     | Juli 1943   | United States War Shipping Administration, San Francisco | 1957 zum Containerschiff umgebaut, ab 24. April 1976 in Vigo verschrottet                                          |
| Bienville                    | Gulf Shipbuilding, Chickasaw/9 | keine       | Juni 1943   | United States War Shipping Administration, San Francisco | - |
| Fairland                     | Gulf Shipbuilding, Chickasaw/3 | -           | 1943        | United States War Shipping Administration, San Francisco | 1957 zum Containerschiff umgebaut, ab Dezember 1975 in Hong Kong verschrottet                                      |
| Raphael Semmes               | Gulf Shipbuilding, Chickasaw/4 | 5290399     | 1943        | United States War Shipping Administration, San Francisco | - |
| Afoundria                    | Gulf Shipbuilding, Chickasaw/7 | keine       | 1943        | United States War Shipping Administration, San Francisco | Wayne, Afoundria, Beauregard                                                                                       |
| Daten: Equasis, grosstonnage |                                |             |             |                                                          | |